# Relazioni bilaterali tra Corea del Sud e Giappone
Il Giappone e la Corea del Sud stabilirono ufficialmente relazioni diplomatiche il 22 dicembre 1965, ai sensi del Trattato fondamentale tra il Giappone e la Repubblica di Corea, con il Giappone che riconosceva la Corea del Sud come unico governo legittimo nella penisola coreana.
Il Giappone e la Corea del Sud condividono molti legami culturali, economici e militari, le loro economie sono rispettivamente la seconda e la quarta più grande dell'Asia, e sono entrambi alleati con gli Stati Uniti.
Le relazioni, tuttavia, sono spesso complicate da una serie di questioni irrisolte, tra cui le rivendicazioni territoriali sulle rocce di Liancourt e i risarcimenti giapponesi per i crimini commessi durante l'occupazione della Corea.

## Storia

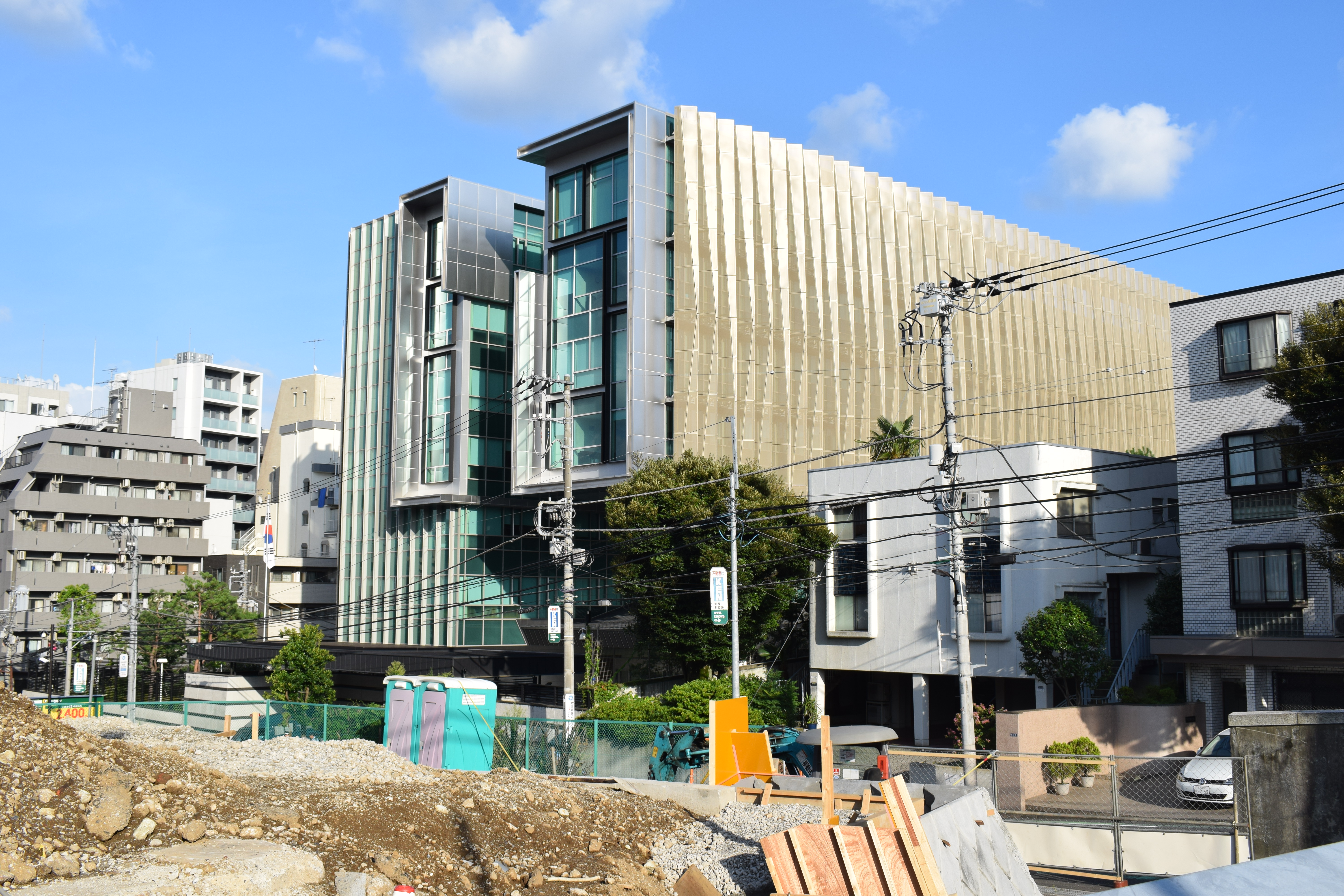
Ambasciata della Corea del Sud in Giappone

Tra il 1961 e il 1979, il capo di stato della Corea del Sud era il dittatore Park Chung-hee, che aveva prestato servizio nell'esercito imperiale giapponese durante la Seconda Guerra Mondiale. Park si interessò molto alla modernizzazione giapponese poiché fu testimone in prima persona delle politiche di sviluppo in Manchukuo. Dopo la guerra, durante un pranzo privato con il Primo Ministro Nobusuke Kishi, una delle menti dietro l'economia del Manchukuo prebellico, Park paragonò la sua giunta militare con "i giovani che riuscirono nella restaurazione Meiji in Giappone." Ha inoltre aggiunto che lui e le sue truppe "guardano con ammirazione queste persone e cercano di far uscire il nostro paese dalla povertà e costruire una nazione ricca e potente".
Sotto il governo di Park, i due paesi perseguirono il trattato di riconciliazione del 1965, che ha portato alla normalizzazione delle relazioni, nonostante la notevole opposizione dell'opinione pubblica. Park è riuscito a forzare la normalizzazione attraverso l'Assemblea nazionale  e a reprimere le manifestazioni attraverso la legge marziale.
Di conseguenza, Tokyo ha fornito 300 milioni di dollari come risarcimento a donne di conforto, ai lavoratori forzati e ad altre vittime, e ha esteso un ulteriore credito di 200 milioni di dollari a Seul, e il Primo Ministro Sato ha partecipato alle funzioni ufficiali a luglio, la prima visita di un premier giapponese nella Corea dal dopoguerra. Tuttavia, Seul si è opposta fermamente alle visite occasionali di politici giapponesi in Corea del Nord, alla continuazione del rimpatrio della Croce Rossa dei residenti coreani in Giappone nella Corea del Nord e alla proposta del governatore di Tokyo Minobe di consentire un'università filo-nordcoreana a Tokyo, il Ministero degli Esteri giapponese si è opposto a Minobe su questo tema per dimostrare la sua lealtà alla Corea del Sud. 
Il Giappone inoltre si è unito agli Stati Uniti nel fornire garanzie per la sicurezza della Corea del Sud. In una dichiarazione congiunta del Primo Ministro giapponese Takeo Miki e del Presidente degli Stati Uniti Gerald Ford venne dichiarato: "La sicurezza della Repubblica di Corea è... necessaria per la pace e la sicurezza nell'Asia orientale, compreso il Giappone".
Le relazioni tra Giappone e Corea del Sud si inasprirono all'inizio degli anni '90, in seguito alle dichiarazioni inedite di diverse ex donne di conforto e all'iniziale negazione di ogni responsabilità da parte del governo giapponese. Questo attrito crebbe presto fino a includere controversie riguardanti la occupazione giapponese della Corea in generale. Il governo giapponese ha cominciato a cedere un po' dopo che sono state scoperte prove di "stazioni di comfort" dagli archivi di stato giapponesi, portando alla preparazione da parte del governo della Dichiarazione di Kono. I primi ministri giapponesi dalla metà alla fine degli anni '90 si scusarono regolarmente e le relazioni raggiunsero un breve picco nel 1998, quando il presidente Kim Dae-jung invitò l'Imperatore Akihito a visitare la Corea (cosa che l'imperatore non aveva mai fatto prima), mentre il primo ministro Keizō Obuchi ha offerto le sue "sentite scuse" per il colonialismo giapponese durante la visita di Kim Dae-jung in Giappone; questo periodo ha visto un aumento del commercio e del turismo tra i due paesi.

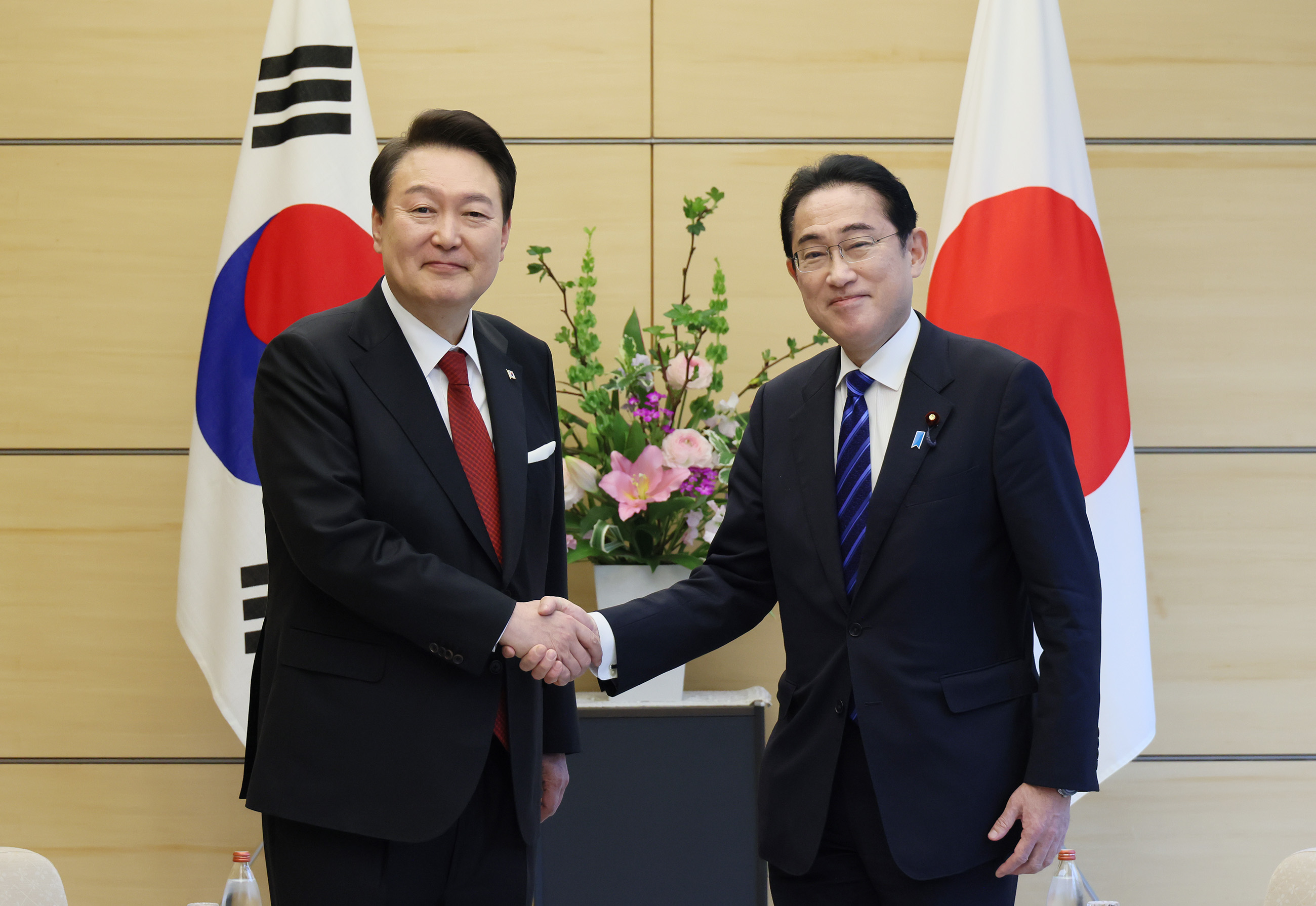
Il presidente sudcoreano Yoon Suk-yeol (a sinistra) con il primo ministro giapponese Fumio Kishida (a destra) durante una visita ufficiale a Tokyo.

Con i governi di Shinzo Abe e Moon Jae-in le relazioni tra i due paesi hanno avuto dei seri incrinamenti, mentre dopo i cambi di presidenza si è effettuato un riavvicinamento tra i due paesi, soprattutto in chiave geostrategica per fronteggiare le crescenti tensioni con i due paesi nemici Cina e Corea del Nord; a sostegno di ciò nel 2023 durante un vertice trilaterale tra Corea, Giappone e Stati Uniti, sono state concordate delle misure per allargare la cooperazione economica e militare, potenziando il livello delle relazioni tra i tre paesi.
Inoltre a marzo dello stesso anno il presidente Yoon Suk-yeol si è recato a Tokyo in visita ufficiale per incontrare il premier Fumio Kishida.

## Commercio
Nel 1996 la FIFA annunciò che i due paesi avrebbero ospitato congiuntamente la Coppa del Mondo FIFA 2002. Anche se i cittadini di entrambi i paesi inizialmente erano scontenti di dover condividere gli onori, e la controversia sulle rocce di Liancourt era divampata di nuovo, l'evento si è rivelato un grande successo.
Secondo un’analisi di Bloomberg, i legami economici tra i due paesi, in particolare nel commercio, negli investimenti e nella finanza, sono molto più deboli di quanto previsto dal modello gravitazionale del commercio, soprattutto se paragonati ai legami economici tra vicini del Nord America e dell’Europa. Questa mancanza di integrazione economica è attribuita alle loro relazioni tese.
Secondo David Kang e Jiun Bang, la Corea del Sud ha cercato di creare una via di mezzo pacifica con altri paesi dell'Asia settentrionale come il Giappone per gli affari e il commercio, a causa del suo obiettivo di essere il "centro degli affari asiatici". I due sostengono che questo ideale favorisca più la Cina del Giappone a causa delle relazioni tese tra Corea del Sud e Giappone, che ha influenzato le relazioni economiche Seul-Tokyo; ciò ha portato ad una diminuzione del commercio e delle esportazioni tra i due paesi.
Nel 2013 la Corea del Sud ha vietato l’importazione di pesce da otto prefetture del Giappone a causa delle crescenti preoccupazioni per l’incidente della centrale nucleare di Fukushima, il governo giapponese ha considerato il divieto una mossa ostile, e ha presentato una denuncia all'Organizzazione mondiale del commercio nel maggio 2015, sostenendo che Seul stava "discriminando" i prodotti ittici giapponesi. 
Quasi 50 paesi hanno adottato divieti sulle importazioni giapponesi in seguito al disastro nucleare del 2011, sebbene il Giappone abbia presentato un caso all'OMC esclusivamente sulle restrizioni all'importazione della Corea del Sud.
Nel luglio 2019, il Giappone ha annunciato che l'esportazione di diversi "articoli controllati" verso la Corea del Sud sarebbe stata sottoposta a restrizioni, compreso un processo di concessione di licenze. Nello specifico, il Giappone ha notificato restrizioni su poliimmidi fluorurate, acido fluoridrico e fotoresistenze. Le aziende tecnologiche sudcoreane attualmente importano la maggioranza o gran parte di queste tre importazioni tecnologiche dal Giappone. Le restrizioni sono entrate in vigore a partire dal 4 luglio 2019, in un comunicato stampa, il Ministero dell'Economia, del Commercio e dell'Industria (METI) giapponese ha espresso una mancanza di fiducia da parte sua nei confronti del sistema di controllo e restrizione delle esportazioni della Corea del Sud , insieme alla scoperta di articoli controllati esportati impropriamente da aziende nella Corea del Sud, come giustificazione delle restrizioni. 
Nel 2021, il governo sudcoreano ha dichiarato "l'indipendenza industriale" dal Giappone, affermando che le importazioni di materiali giapponesi per il suo settore industriale erano state ridotte con successo quasi a zero per articoli chiave come gas di incisione, fotoresistenze e poliimmide fluorurate. La dipendenza complessiva dal Giappone per i primi 100 articoli industriali è scesa al 24,9% e sono stati compiuti ulteriori sforzi per ridurre le importazioni di articoli giapponesi. Questo risultato è stato paragonato dai funzionari a un "movimento per l'indipendenza", tracciando parallelismi con le lotte per l'indipendenza durante il dominio coloniale del Giappone.
Nel marzo 2023, la controversia sui materiali semiconduttori è stata risolta prima di un vertice, con la Corea del Sud che ha ritirato la sua denuncia all'OMC e il Giappone che ha abbandonato le restrizioni all'esportazione.

## Relazioni militari
Nel 2012 la Corea del Sud aveva accettato di firmare un accordo di collaborazione dell’intelligence militare con il Giappone, forse in risposta alle minacce della Corea del Nord e della Cina. Tuttavia, il fatto che il governo abbia cercato di approvarlo senza discussione pubblica o dibattito nell'Assemblea nazionale, ha provocato malumori alla maggioranza dei cittadini; il partito di opposizione e persino il partito al potere si sono opposti alla cooperazione militare a causa di controversie storiche e territoriali, di possibilità di provocare la Corea del Nord e la Cina e preoccupazioni sulla militarizzazione giapponese.
Il motivo per cui i governi della Corea del Sud e del Giappone intendevano firmarlo era che sia la Corea del Sud che il Giappone sono alleati degli Stati Uniti, e quindi avevano subito pressioni da Washington.
Nel novembre 2016, nonostante le critiche provenienti da tutte le parti della Corea del Sud, i due paesi hanno firmato l'Accordo generale sulla sicurezza delle informazioni militari.
Le mosse del Giappone verso il riarmo militare hanno innervosito Seul, dove il Giappone è visto come una potenziale minaccia: molti sudcoreani considerano la militarizzazione giapponese una preoccupazione maggiore di quella cinese. Allo stesso modo, il Giappone percepisce la Corea del Sud come una potenziale minaccia alla propria sicurezza insieme alla Cina, come evidenziato dal fatto che il Giappone ha considerato le rivendicazioni della Corea del Sud e della Cina sui territori giapponesi come un rischio per la sicurezza nazionale, cosa che ha spinto il Giappone ad approvare restrizioni sulla proprietà dei terreni prendendo di mira questi paesi.

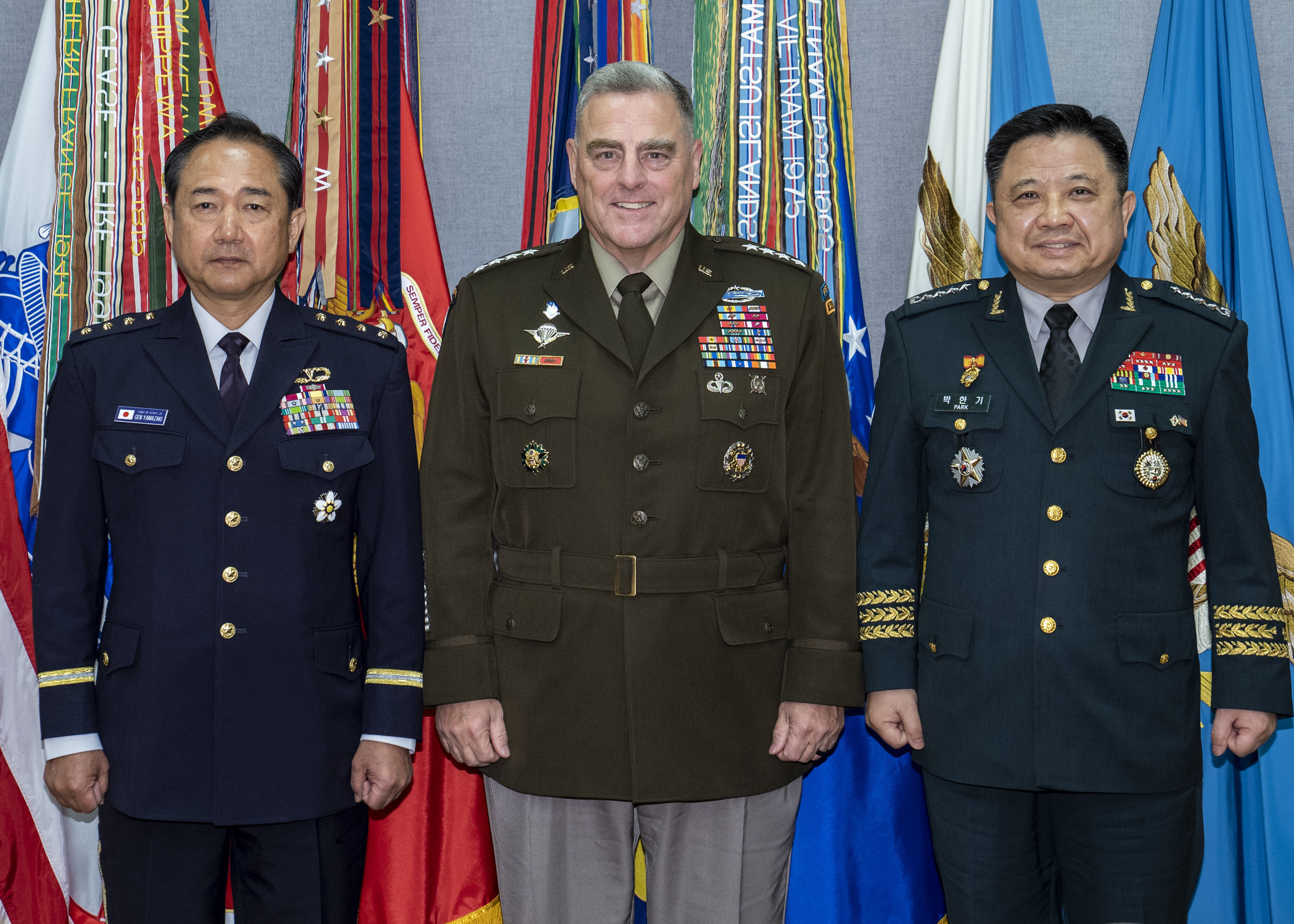
Incontro multilaterale tra le forze armate di Corea del Sud, Stati Uniti e Giappone

Nel 2017, il ministro degli Esteri sudcoreano ha dichiarato che la Corea del Sud non avrebbe aderito ad alcuna alleanza militare trilaterale con gli Stati Uniti e il Giappone, questione su cui il presidente cinese Xi Jinping aveva sollevato preoccupazioni durante un incontro con il presidente Moon Jae-in. La Corea del Sud è stata diffidente nei confronti delle ambizioni del Giappone, sotto la guida del primo ministro Shinzo Abe, di potenziare il proprio assetto militare nella regione. Moon ha affermato che "Se il Giappone utilizzasse una Corea del Nord dotata di armi nucleari come scusa per la sua espansione militare, non sarebbe appropriata anche per le nazioni dell'ASEAN."
Le relazioni tra i due paesi si sono deteriorate a seguito di un incidente il 20 dicembre 2018, tra una forza di autodifesa marittima giapponese Kawasaki P-1 e un cacciatorpediniere sudcoreano; secondo il Giappone, la Corea del Sud ha deliberatamente preso di mira gli aerei giapponesi con puntamenti missilistici radar. Il governo sudcoreano ha affermato che l'aereo da pattuglia giapponese stava volando a un'altitudine estremamente bassa e interferendo con un'operazione di salvataggio umanitario e che il cacciatorpediniere non aveva illuminato l'aereo giapponese con il radar. Il disaccordo è continuato, provocando un commento da parte del dipartimento della Difesa degli Stati Uniti sull'instabilità in corso nella regione dell'Asia Pacifico.
Il 22 agosto 2019, la Corea del Sud ha dato al Giappone il preavviso di 90 giorni che intendeva ritirarsi dall'Accordo di collaborazione delle intelligence, mettendo ulteriormente a dura prova le relazioni tra i due paesi; giorni dopo, il Giappone convocò l'ambasciatore sudcoreano per protestare contro la decisione di Seul di porre fine all'accordo. A novembre 2019, il Giappone e la Corea del Sud hanno deciso di tenere colloqui formali a dicembre dello stesso anno al fine di migliorare le relazioni dopo le precedenti controversie commerciali.

## Tabella di Comparazione
|                           | Corea del Sud                            | Giappone                                              |
| ------------------------- | ---------------------------------------- | ----------------------------------------------------- |
| Stemma                    |                                          |                                                       |
| Bandiera                  |                                          |                                                       |
| Popolazione               | 51 740 000                               | 126 317 000                                           |
| Superficie                | 100210 km²                               | 377944 km²                                            |
| Densità                   | 491 ab./km²                              | 344 ab./km²                                           |
| Capitale                  | Seul                                     | Tokyo                                                 |
| Forma di governo          | Repubblica presidenziale                 | Monarchia parlamentare                                |
| Capo di Governo           | Lee Jae-myung                            | Shigeru Ishiba                                        |
| Lingue ufficiali          | Coreano                                  | Giapponese                                            |
| Gruppi etnici             | 97,7% coreani, 2% giapponesi, 0,3% altri | 98,1% giapponesi, 0,5% cinesi, 0,4% coreani, 1% altri |
| PIL (nominale)            | 1 811 trilioni di $                      | 4 939 trilioni di $                                   |
| PIL (nominale) pro capite | 34997,78 $                               | 38281 $                                               |